# پائولو آنجونی
پائولو آنجونی (ایتالیایی: Paolo Angioni؛ زادهٔ ۲۲ ژانویهٔ ۱۹۳۸) سوارکار اهل ایتالیا است.
وی در مسابقات کشوری و بین‌المللی در مجموع برندهٔ ۱ مدال طلا شده‌است.